# St. Michael (Wolfring)

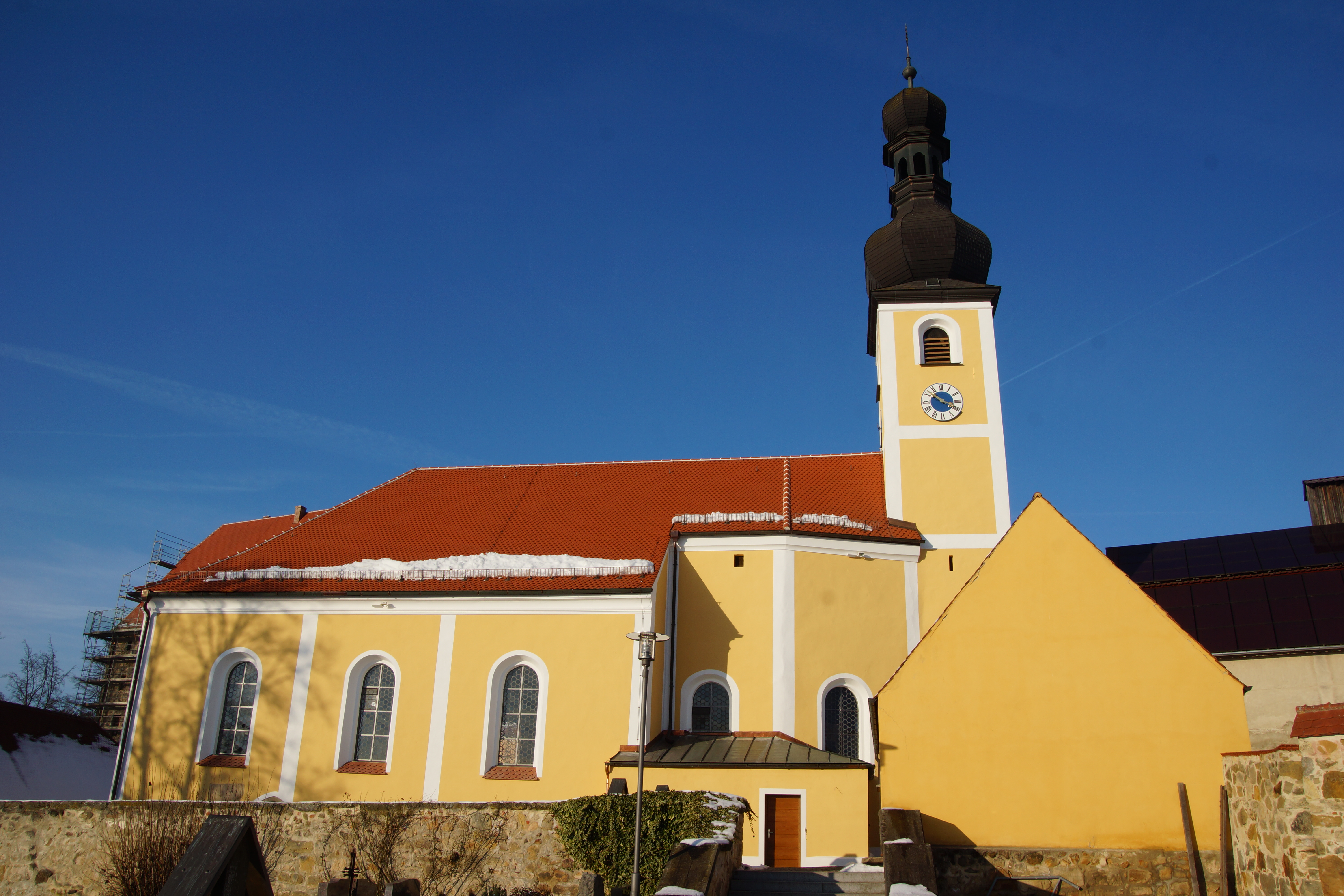
St. Michael (Wolfring)

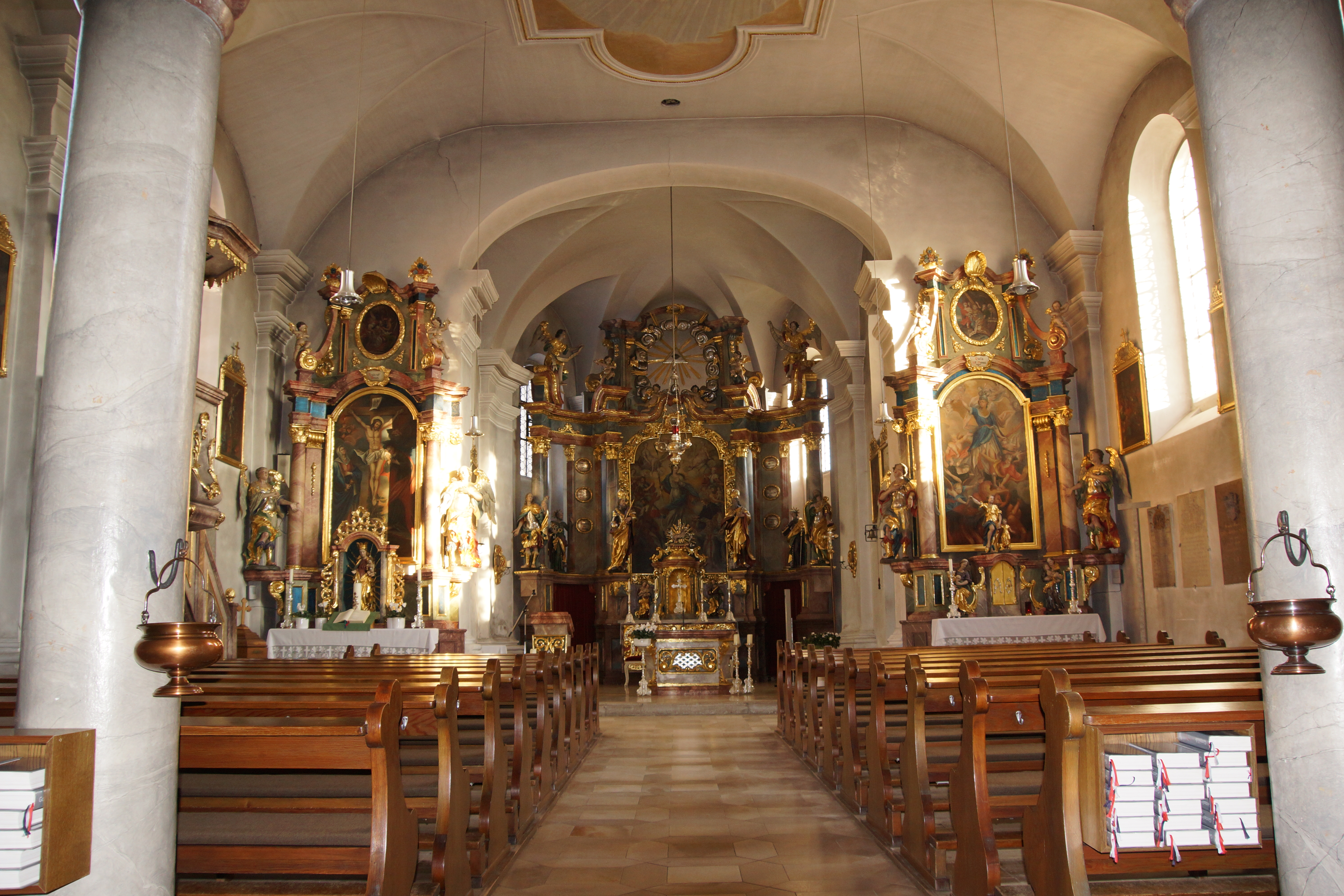
Innenansicht

Die römisch-katholische, denkmalgeschützte Filialkirche St. Michael steht in Wolfring,  einem Gemeindeteil der Gemeinde Fensterbach im Landkreis Schwandorf in der Oberpfalz. Sie gehört zum Bistum Regensburg. Das Bauwerk ist unter der Denkmalnummer D-3-76-125-15 als Baudenkmal in die Bayerische Denkmalliste eingetragen.

## Beschreibung
Die im Kern gotische Saalkirche wurde 1501 erbaut. Sie besteht aus einem Langhaus mit drei Achsen, einem eingezogenen Chor mit Fünfachtelschluss und einem daran angebauten Choranschlussturm im Osten. Das oberste Geschoss des Kirchturms beherbergt die Turmuhr und den Glockenstuhl. Er wurde 1763 mit einer Welschen Haube bedeckt. 
Der Innenraum des Langhauses ist mit einem Stichkappengewölbe überspannt. Die Kirchenausstattung entstand um 1720. Die Orgel wurde 2005 als Opus 316 von der Orgelbau Sandtner errichtet.